# البلابل (فرقة موسيقية)
البلابل، فرقة غنائية سودانية بارزة تتكون من ثلاث شقيقات هنْ آمال، وهادية، وحياة طلسم.
وقد حققت الفرقة نجاحاً كبيراً في سبعينيات وثمانينيات القرن الماضي، وكان لها دور مهم في انتشار الأغنية السودانية وتطويرها بصوت نسائي.

## التاريخ
أول من اكتشف موهبة أعضاء الفرقة الثلاثة هو مدير فرقة الفنون الشعبية بالسودان سابقاً، جعفر فضل المولى وذلك عندما اتصل به الموسيقار بشير عباس ليبحث معه عن أصوات نسائية تؤدي معه مقطوعة موسيقية جديدة من إنتاجه بعنوان «أريج نسمات الشمال»، وهي من كلمات الشاعر مبارك المغربي وألحان الموسيقار برعي محمد دفع الله للفنان عبد العزيز محمد داؤود، اقترح فضل المولى اختيار الأخوات الثلاث من بين منتسبي فرقة الفنون الشعبية السودانية. وتعرَّف بشير عباس على أسرة الأخوات وعرض العمل أولاً على الأخوات هادية وآمال وشادية، إلا أن العرض لم يجد قبولاً إلا من هادية وآمال بينما اعتذرت شادية لتحل محلها أختها حياة.
وبعد نجاح العمل الموسيقي الذي قدمه بشير عباس في برنامج «تحت الأضواء» الذي كان يقدمه الإذاعي حمدي بولاد بالإذاعة السودانية جرى التفكير في تكوين فرقة موسيقية غنائية تتكون من الأخوات الثلاث وطُرِحت ثلاثة أسماء فنية للفرقة وهي العصافير والطيور والبلابل ووقع الاختيار على الاسم الأخير «البلابل» من قبل الروائي والناقد السوداني علي المك.
بدأت الفرقة مكونة من الأخوات الثلاث في الغناء في أواخر عام 1971 م في حلفاية الملوك بالخرطوم بحري بتشجيع من والدهن محمد عبد المجيد طلسم، وهو أستاذ جامعي، وبرعاية الموسيقار السوداني بشير عباس الذي قام لاحقاً بتلحين الكثير من أغانيهن. وكانت أغنية «على طريق الحب مشينا» أول عمل غنائي قدمته الفرقة للجمهور وهي من كلمات جعفر فضل المولى وتلحين بشير عباس، وقد لاقت الأغنية نجاحاً باهرا ومن ثم انطلقت البلابل في تقديم العديد من الأعمال الغنائية الناجحة التي سجلتها للإذاعة السودانية وقدمتها في حفلات غنائية داخل السودان وخارجه.
وبمرور الزمن وبعد زواجهن وانشغالهن برعاية وتربية أطفالهن والهجرة مع أزواجهن إلى خارج السودان انفرط عقد الفرقة ولم يؤد أعضاؤها أيّة أعمال مشتركة جديدة، وأن كانت هادية قد استمرت في الغناء منفردة في بضع مناسبات ثقافية. وبعد التوقف الذي دام سنوات ظهرت الفرقة مرة أخرى تقدم اغانيها بشكل مشترك كما حدث في مهرجان الأغنية الأفريقية الذي أقيم في مدينة شيكاغو بالولايات المتحدة وفي بضع حفلات غنائية أخرى اقامتها في السودان بعد عودة أعضائها إليه بشكل نهائي في أغسطس / آب 2009 م

## أعضاء الفرقة
ولدت الأخوات الثلاث بمدينة وادي حلفا بالولاية الشمالية الحالية بالسودان وتلقين تعليمهن المتوسط في مدرسة بالخرطوم الأميرية والثانوي في مدرسة أم درمان الثانوية للبنات، ثم التحقن بمعهد الموسيقى والمسرح. وكان والدهن محمد عبد المجيد طلسم يهتم كثيراً بالفن والموسيقى السودانية ويشجع على الارتقاء بها فسمح لبناته السبع أن يدخلن المعهد العالى للموسيقى والمسرح ويعملن بعد تخرجهن في ميدان التمثيل والغناء وقد ساهمت البنات ومن ضمنهم البلابل في تأسيس الفرقة القومية للفنون الشعبية السودانية وكنّ أعضاء بارزين فيها.
عملت هادية أستاذة بمعهد الموسيقى والمسرح (جامعة السودان حالياً)، بينما كانت آمال أستاذة للموسيقى في مدارس الإمارات العربية المتحدة

## التسجيلات
بلغ الرصيد الإنتاجي الكلي للفرقة من الأغنيات حوالي 45 أغنية منها 30 أغنية تم تسجيلها في الإذاعة السودانية وأصدرت الفرقة شريطاً غنائياً باسم «سِكّة مدرستنا». كما أصدرت هادية  ألبومين أحدهما بعنوان «النجوم» والآخر باسم «أسأل الليل»، وهناك حسبما ذكرته حياة في مقابلة لها نُشرت في موقع الإذاعة السودانية على شبكة الإنترنت بأن ثمة عمل فني كبير للفرقة تحت عنوان الكبرباء تم تسجيله بالقاهرة بمصر وتمت المكسجة بالولايات المتحدة وهو يحتوى على العديد من الأغنيات التي لم يسبق وأن قُدِمَت للجمهور.

## رحلاتها إلى الخارج
كانت العاصمة الإثيوبية أديس أبابا أول محطة لرحلات البلابل الغنائية خارج السودان، وذلك في عام 1979 برفقة الفرقة القومية للفنون حيث شاركت البلابل بأغانيها في الاحتفال الذي اقيم هناك. وقامت البلابل بعد ذلك بإحياء حفلات في عدة دول من بينها الولايات المتحدة حيث شاركت في مهرجان شيكاغو للأغنية في عام 2008 م، كما شاركت في حفلات موسيقية في ولايات كاليفورنيا وفرجينيا بالولايات المتحدة الأمريكية وكذلك في كل من دبي وأبوظبي والشارقة والعين بدولة الإمارات العربية المتحدة.

## الشعراء
تعاملت الفرقة مع عدد من شعراء الأغنية السودانية منهم إسحاق الحلنقي (أغاني مشينا، حلوين حلاوة، والبسأل ما بيتوه، وعشة صغيرة ولون المنقة)، وعثمان خالد (سلافة الفن، وطير الجنة) وعزيز التوم (ليلة شجن) والحسين الحسن (رياح الشوق)، وعبد الباسط سبدرات (رجعنا لك) وعلي محجوب فتح الرحمن (قطار الشوق)، إلى جانب علي سلطان، سيف الدين الدسوقي، وغيرهم.

## الملحنون
على الرغم من أن بشير عباس يعتبر الأب الروحي الفني للبلابل خاصة من خلال ما قام به من تلحين للعديد من أغنيات الفرقة الناجحة، إلا أن هناك عددا آخر من الملحنين الذين قاموا أيضا بتلحين أغنيات للفرقة ومن بينهم بابكر حسين الذكار (في أغنية قطار الشوق)، ومحمد إبراهيم اسحق (خاتم المني) ويوسف الموصلي (بريدك ياحبيبى).

## نماذج من موسيقاهن
هناك العديد من الأغاني للفرقة:
- لون المنقة تسجيل قديم على يوتيوب
- البيسأل ما بتوه  حفل التكريم 2014 على يوتيوب
- قطار الشوق مع بشير عباس بالعزف على العود على يوتيوب